# Hayska huset

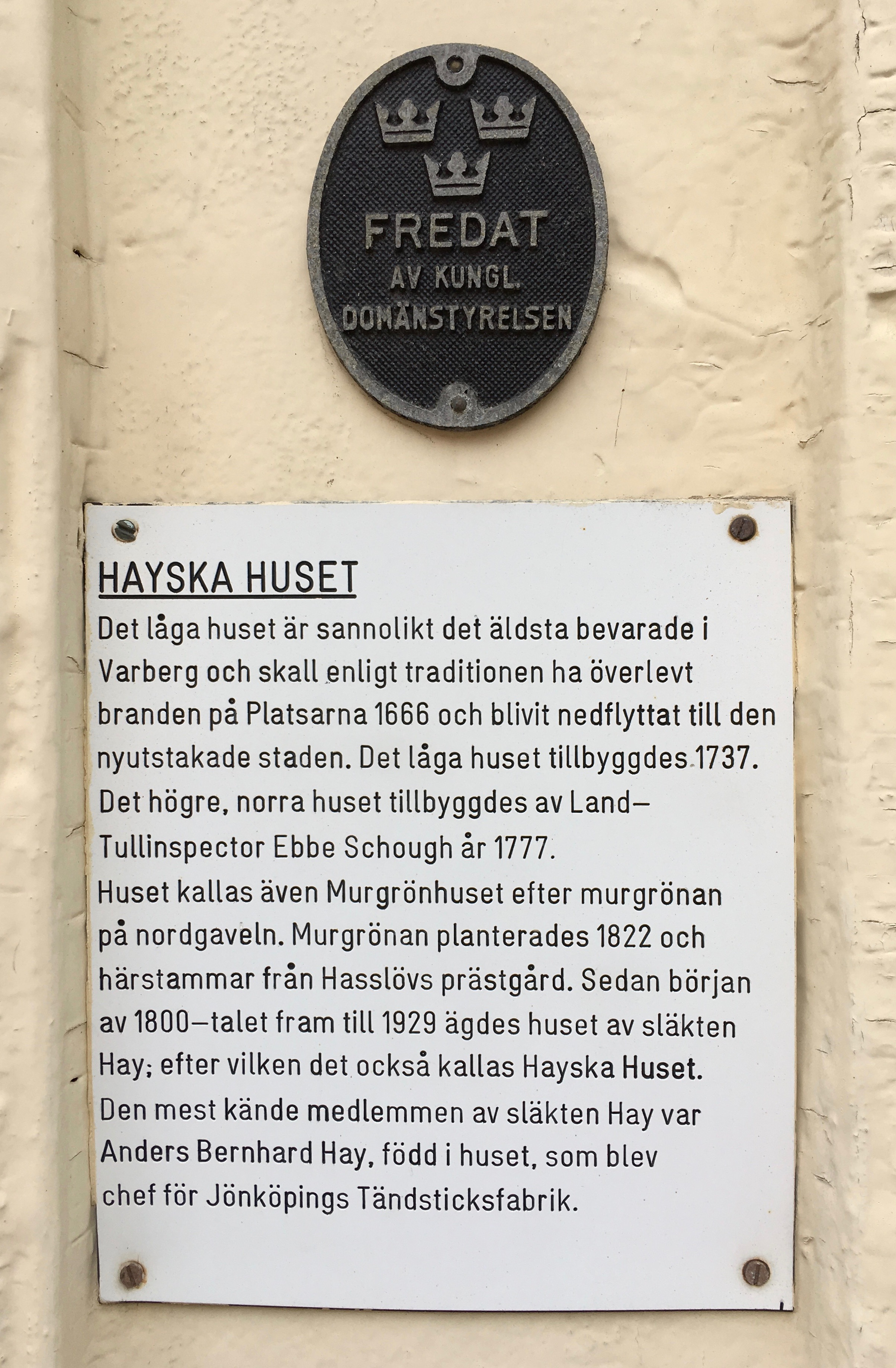
Informationsskylt på Hayska huset.

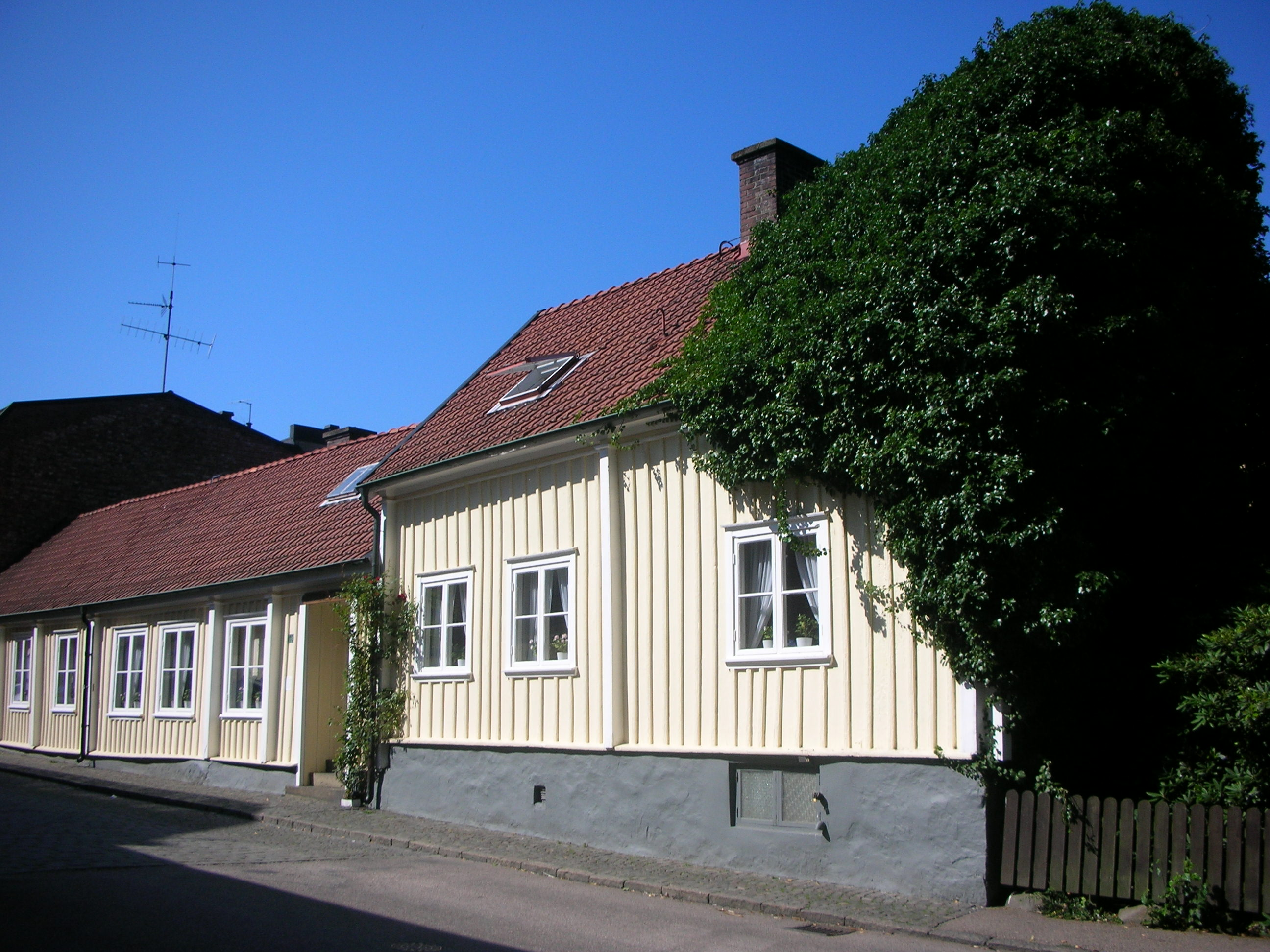
Hayska huset med murgröna på gaveln.

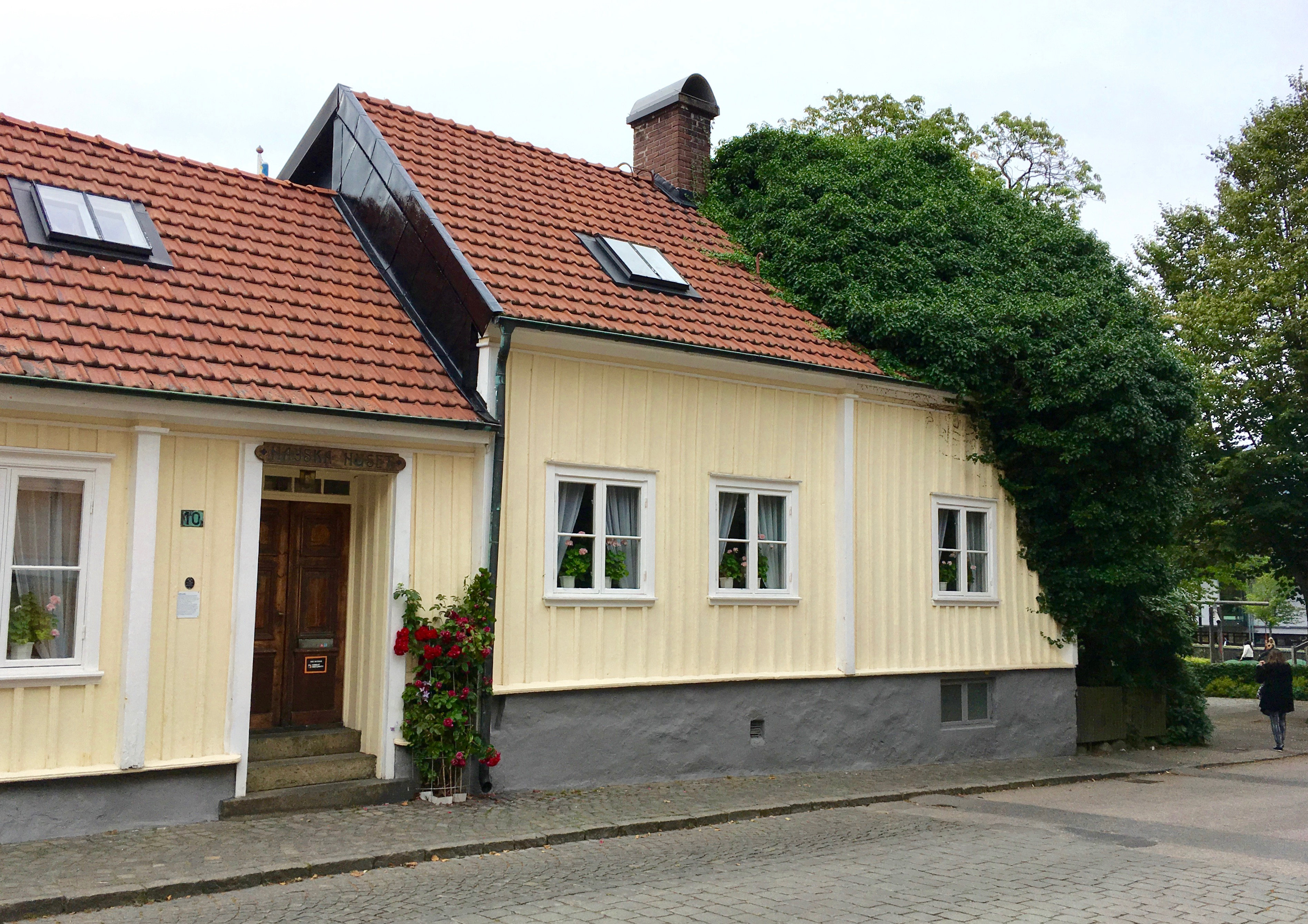
Murgrönan på Hayska huset från motsatt håll.

Hayska huset eller Murgrönehuset (även Murgrönshuset) är en låg träbyggnad vid Drottninggatan 10 i centrala Varberg. Det låga huset är sannolikt det äldst bevarande bostadshuset i Varberg.
Huset består egentligen av två olika byggnader. Den lägre, södra delen är den äldsta och härstammar från 1600-talet. Den lär ha byggts i staden på Platsarna, och ha klarat sig undan den stora stadsbranden den 12 augusti 1666. Detta är dock inte helt unikt, då till exempel den nuvarande dopfunten i Varbergs kyrka räddades undan branden. När Varberg flyttades några hundra meter och återuppfördes i sitt nuvarande läge, så flyttades även det Hayska huset. En tillbyggnad skedde 1737. Den högre, norra delen av huset uppfördes år 1777 av landstullinspektor Ebbe Schough.
Från början av 1800-talet och fram till 1929 ägdes huset av familjen Hay, därav namnet. Anders Bernhard Hay, sedermera chef för Jönköpings Tändsticksfabrik, föddes i huset 1835.
Namnet Murgrönehuset kommer av den yviga murgrönan på husets norra gavel. Den planterades 1822 och härstammar från Hasslövs prästgård.